# Okenia pilosa
Okenia pilosa (Bouchet & Ortea, 1983) è un mollusco nudibranchio della famiglia Goniodorididae.
Il nome deriva dal latino pilosus, cioè peloso, pieno di peli, forse per le numerose papille laterali digitiformi alquanto sottili.

## Distribuzione e habitat
Rinvenuta al largo delle coste della Cina, di Papua Nuova Guinea, dell'Australia nord-orientale e della Nuova Caledonia.